# Rhynchospora chalarocephala
Rhynchospora chalarocephala är en halvgräsart som beskrevs av Merritt Lyndon Fernald och Shirley Gale. Rhynchospora chalarocephala ingår i släktet småag, och familjen halvgräs. Inga underarter finns listade i Catalogue of Life.